# 佐渡始顕本尊

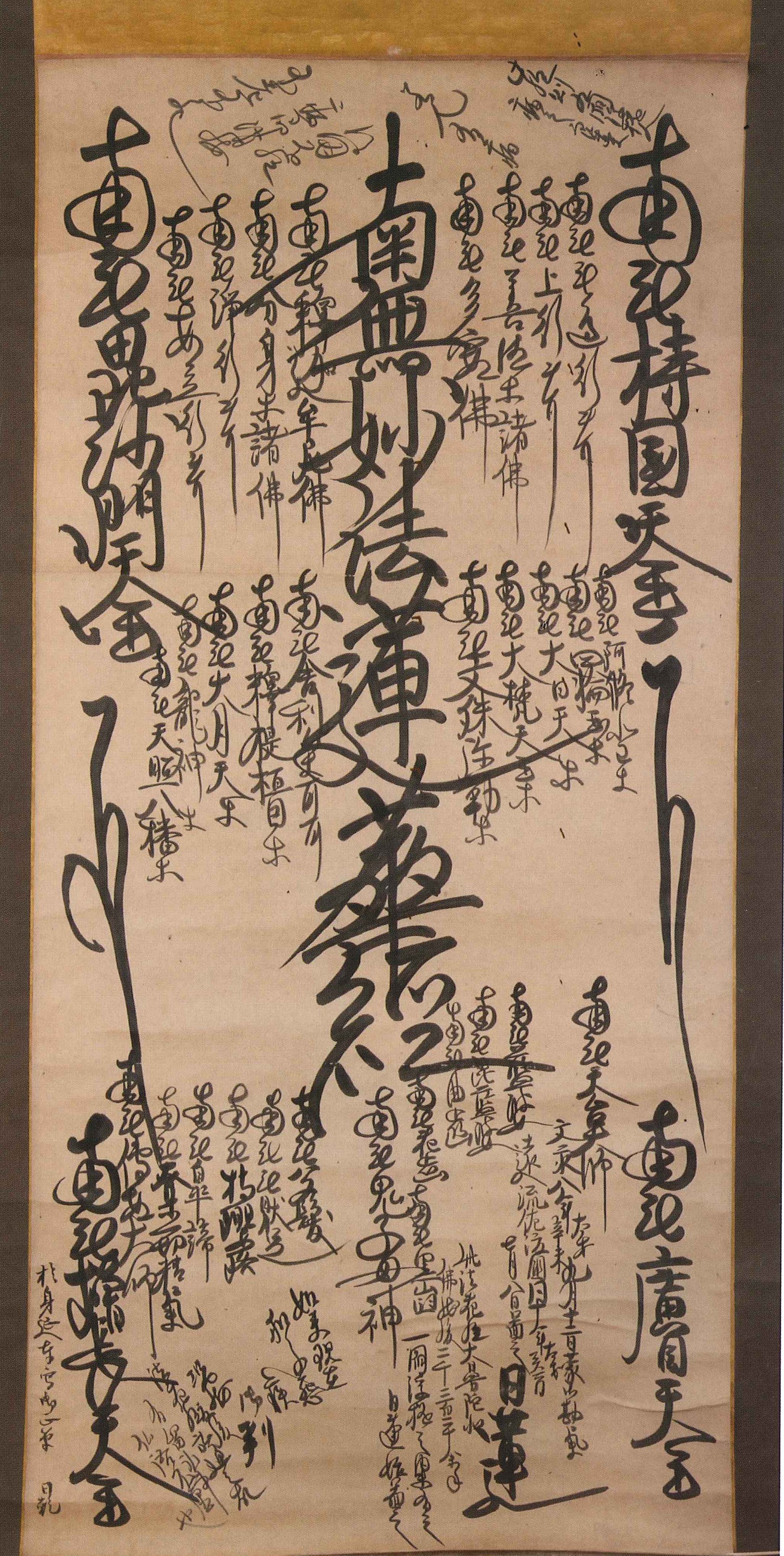
身延21代日乾模本

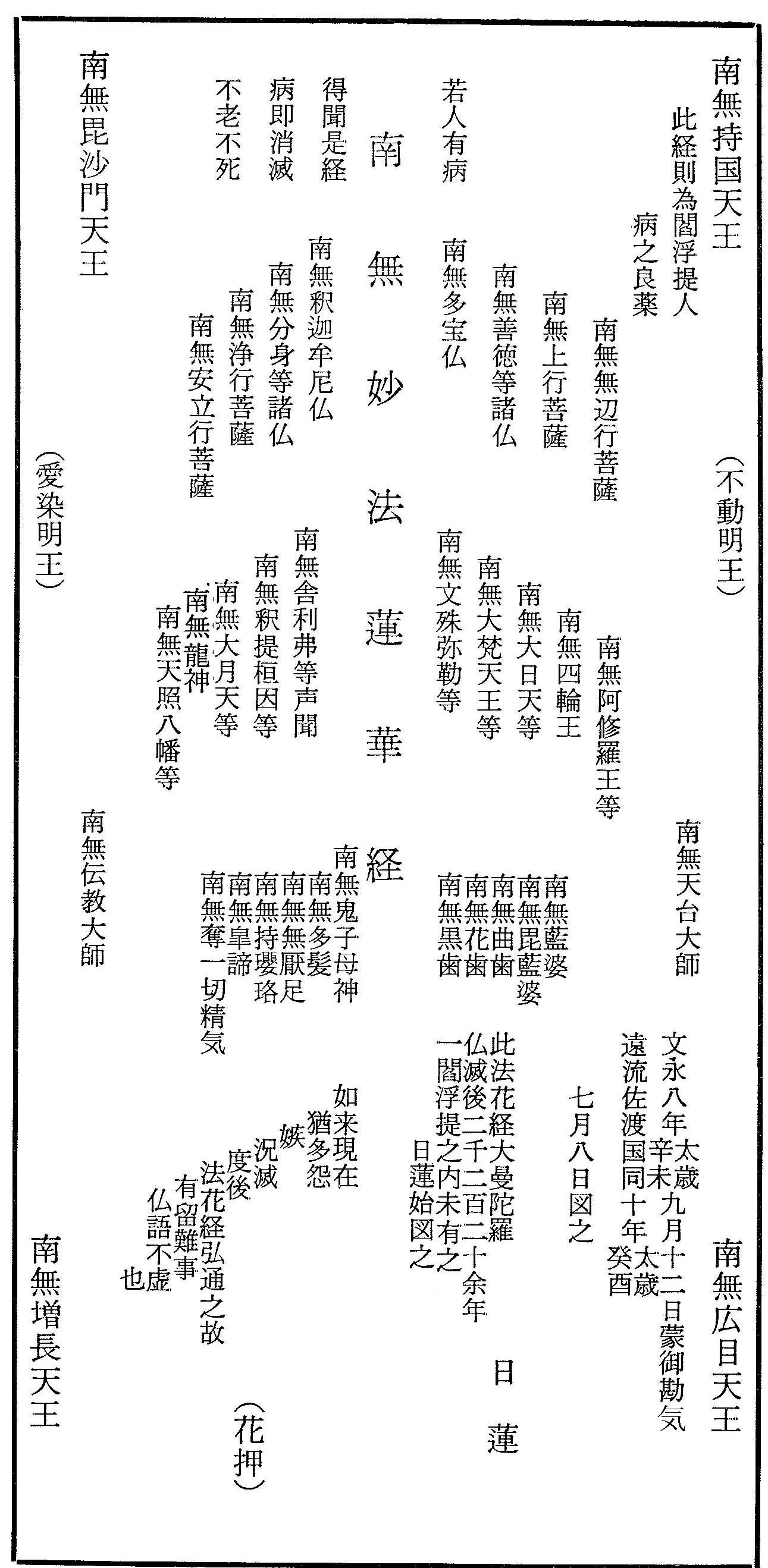
模式図

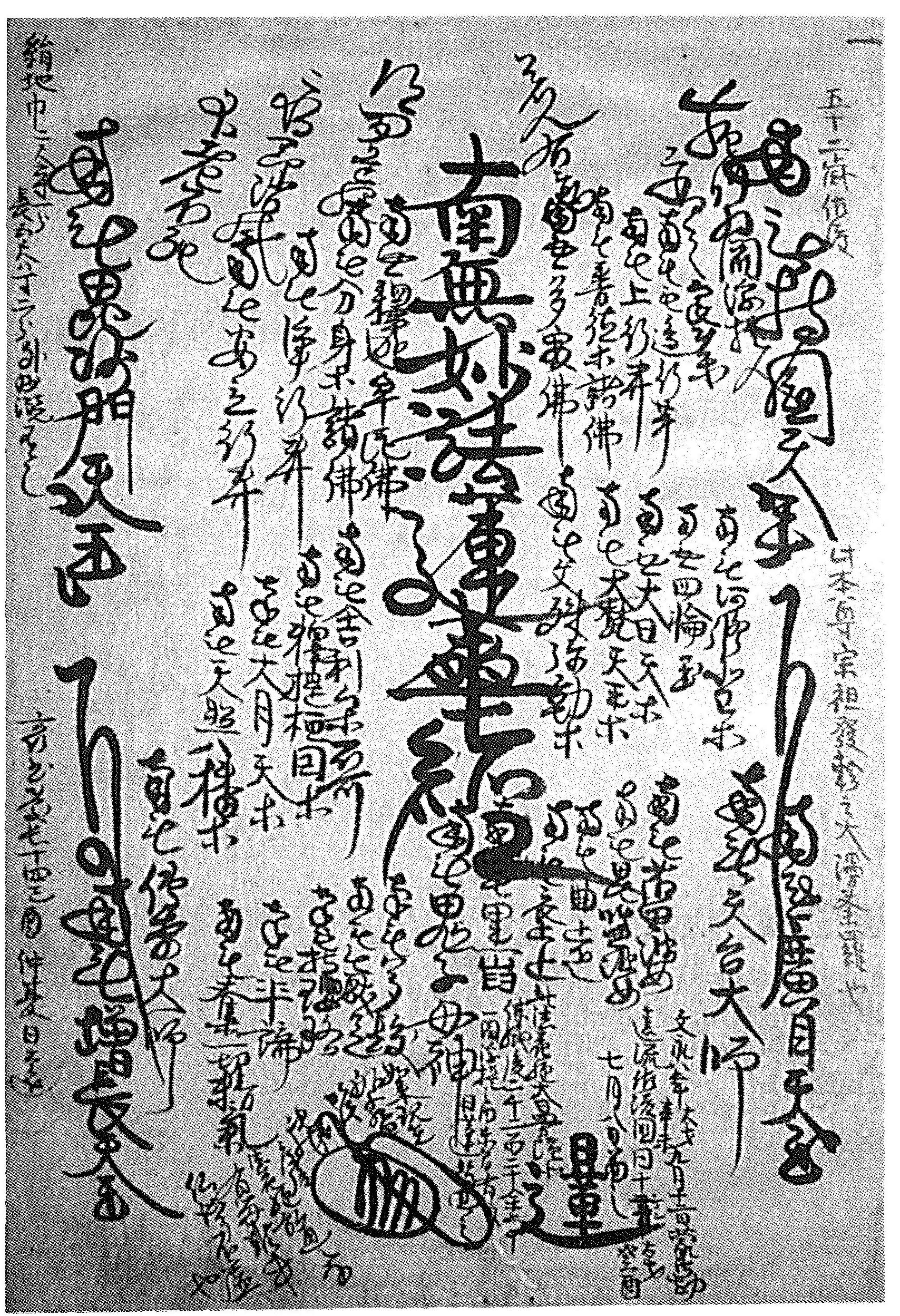
身延33代日亨模本

佐渡始顕本尊（さどしけんのほんぞん）は、日蓮が佐渡配流中の文永10年(1273年)7月8日に図顕したとされる法華曼荼羅。身延山久遠寺の所蔵であったが、明治8年(1875年)の身延大火で焼失した。尚、この大火の出火原因については、不明である。

## 名前の由来
「佐渡始顕」という名前は、同本尊に記された「文永八年太才辛未九月十二日、御勘気を蒙り佐渡国に遠流さる。同十年太才癸酉七月八日之れを図す。此の法華経の大曼陀羅は仏滅後二千二百二十余年、一閻浮提之内、未だ之れ有らず。日蓮始めて之れを図す。」という讃文による。

## 大きさ・材質
身延22代日遠の『身延山久遠寺蓮祖御真翰入函之次第』（山川智応・日蓮聖人研究2巻542頁）には、「絹両長也　長五尺八寸（175.7センチ）」、同33代日亨の『御本尊鑑』にも「絹地幅二尺六寸一分（79センチ）長五尺八寸二分（176.3センチ）」とあることから、縦180センチ近い大幅の曼荼羅で、材質は「絹」であったことが知られる。絹を材質としている曼荼羅本尊はこの他に京都妙満寺蔵、天目授与本尊一幅（165.1×77.3センチ・安国会目録11）があり、京都で平成22年に開催された『日蓮と法華の名宝』展に出展された。その図録の解説（66）には、中尾尭によって、佐渡始顕本尊と、素材、大きさの近似性が指摘されている。また、佐渡始顕本尊を御図顕したとされる文永10年7月以降、文永11年6月の天目授与の曼荼羅本尊までは、他の曼荼羅本尊が伝承されておらず、御図顕の順序が連続する可能性が指摘される。

## 新出「日乾模本」
平成22年に、立正大学の日蓮教学研究所の編纂により、『本満寺宝物目録』が出版されたが、そこにカラーグラビアとして身延21代日乾の模本が初めて公開された。この模本は文字の雰囲気までもが写されている。日乾は『身延山久遠寺御霊宝記録』（昭和定本日蓮聖人遺文3巻2745頁）を残すなど、身延山蔵の日蓮大聖人御真蹟の整理・伝承に力を入れたことで知られており、さらに模本制作にも長けていた。かつて身延山には日蓮大聖人御真蹟の『立正安国論』が存在していた。日乾の『霊宝記録』にも「御正文二十紙、題号を合して四百一行」と記録されている。日乾が身延の旧蔵本を模写したとされる本満寺蔵の『立正安国論』は、文字割りまでも20紙401行に書されている。

## 『如来滅後五五百歳始観心本尊抄』との関連
日蓮は文永10年4月25日、『如来滅後五五百歳始観心本尊抄』を著述し、自身が図顕される大曼荼羅本尊についての教義的な意義を教示した。佐渡始顕本尊の図顕はその3ヶ月後である。

## 『経王殿御返事』との関連
当書は文永10年8月15日、四条氏に宛てて出された書状とされるが、真筆は現存せず、録外御書に初めて収録された。文中、曼荼羅本尊に言及する言葉があるが、中でも「十羅刹女の中にも皐諦女の守護ふかゝるべきなり。」という言葉に注目される。日蓮図顕の曼荼羅本尊の中には、十羅刹女の個別名が列記されているものがあるが、十羅刹を列記する例は大幅の大曼荼羅本尊にしか見られない。文永10年8月15日の『経王殿御返事』に、十羅刹の中の「皐諦（こうだい）」の名前を肯えて挙げられているのは、この時期、十羅刹の名前を列記した大曼荼羅本尊があったことの傍証であり、それは文永10年7月8日の佐渡始顕本尊であると思われる。

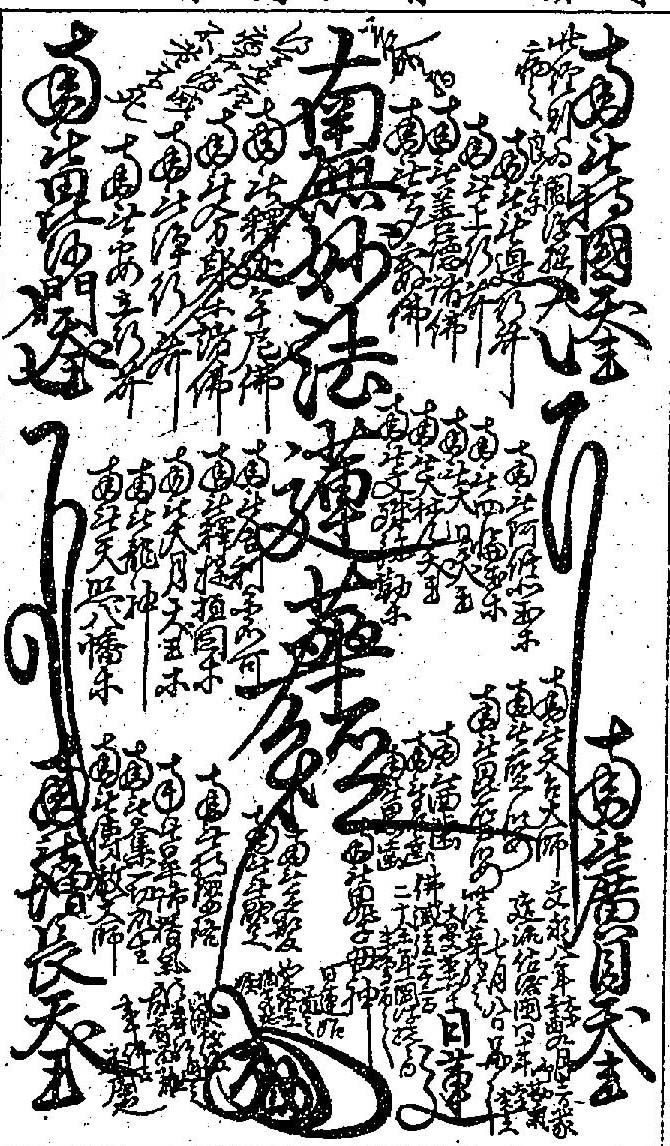
『妙宗先哲本尊鑑』佐渡始顕本尊の模本
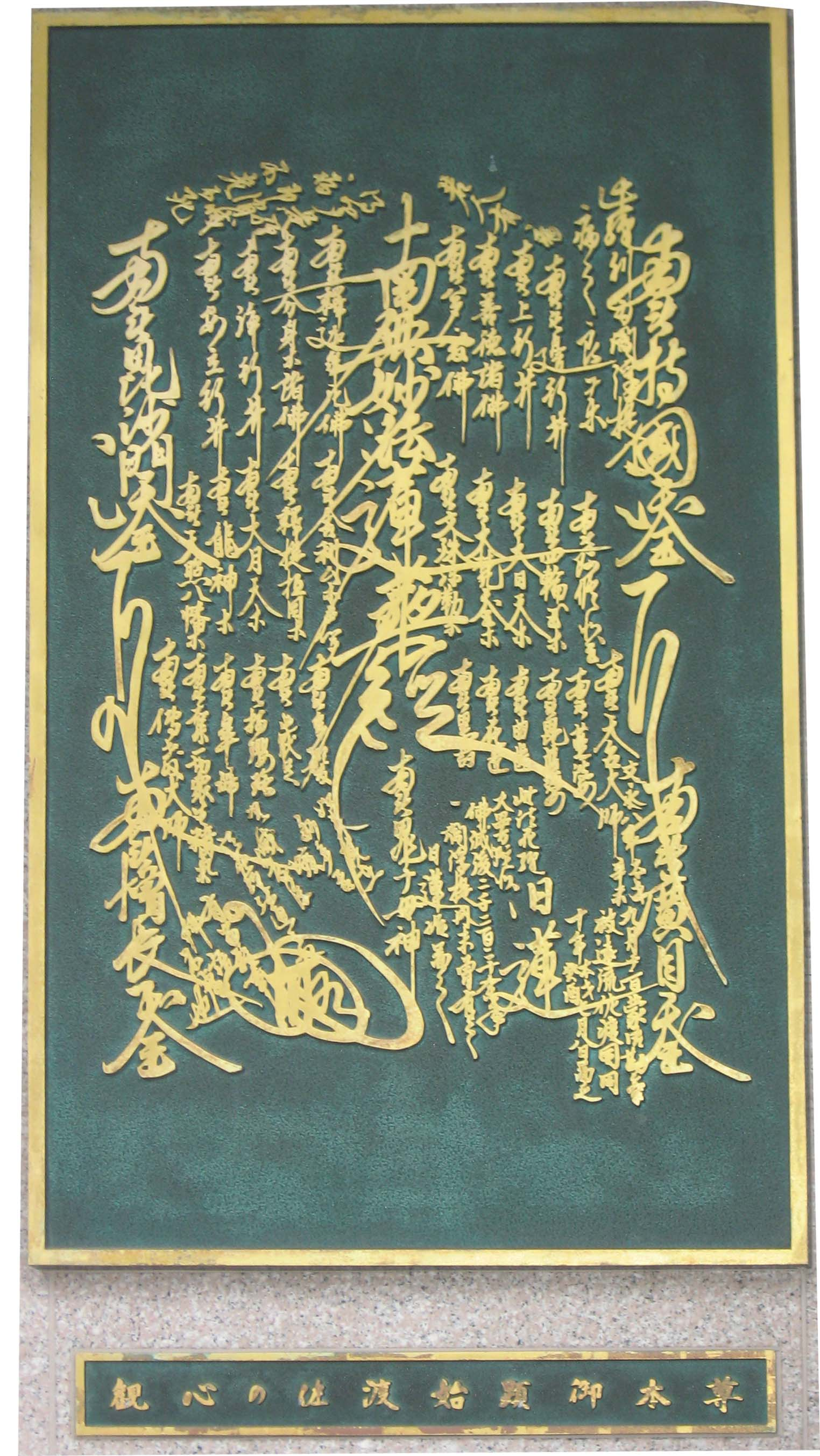
佐渡一谷妙照寺境内にある佐渡始顕本尊
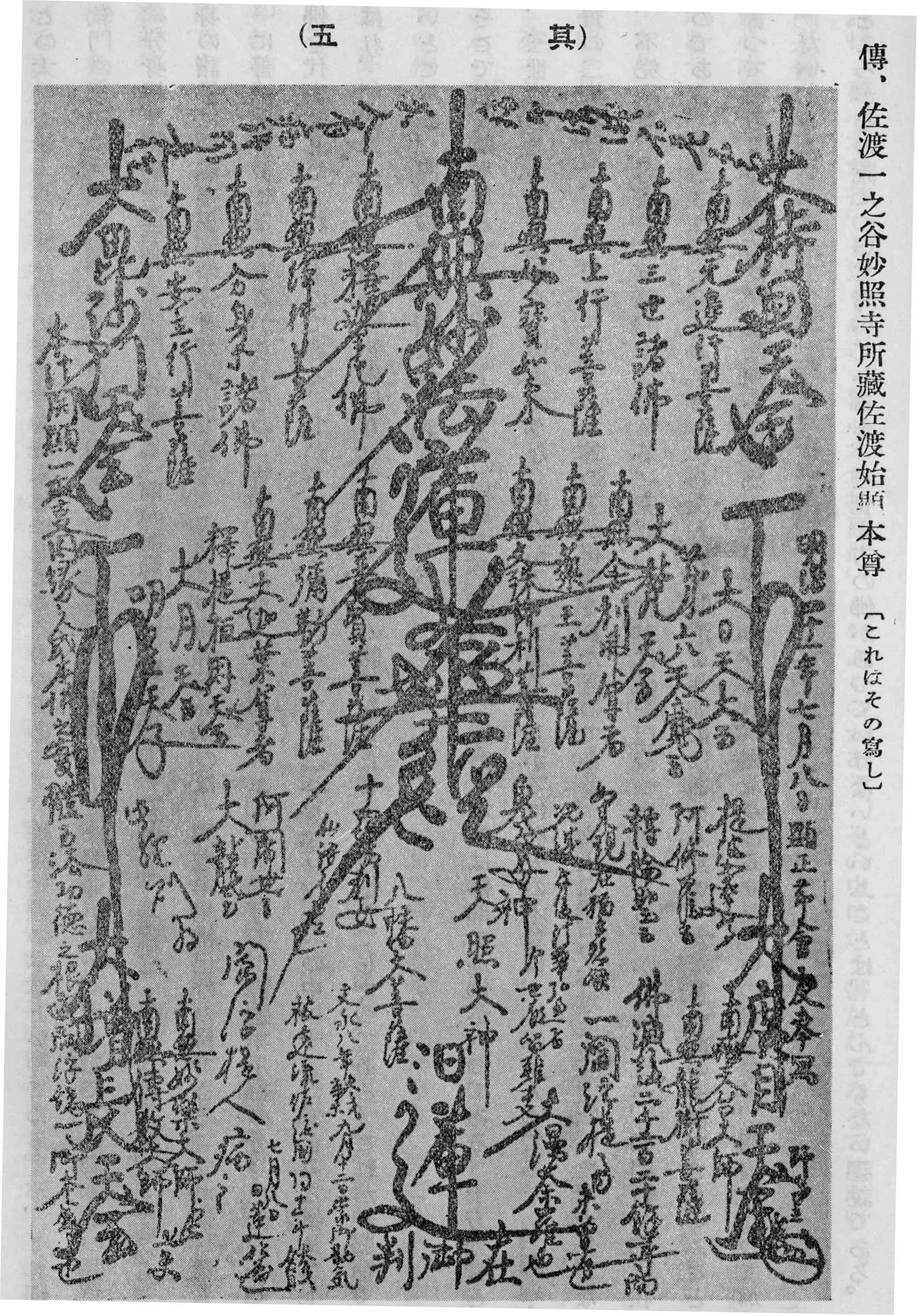
田中智学書写の佐渡始顕本尊（『本門本尊論』山川智応著219頁）
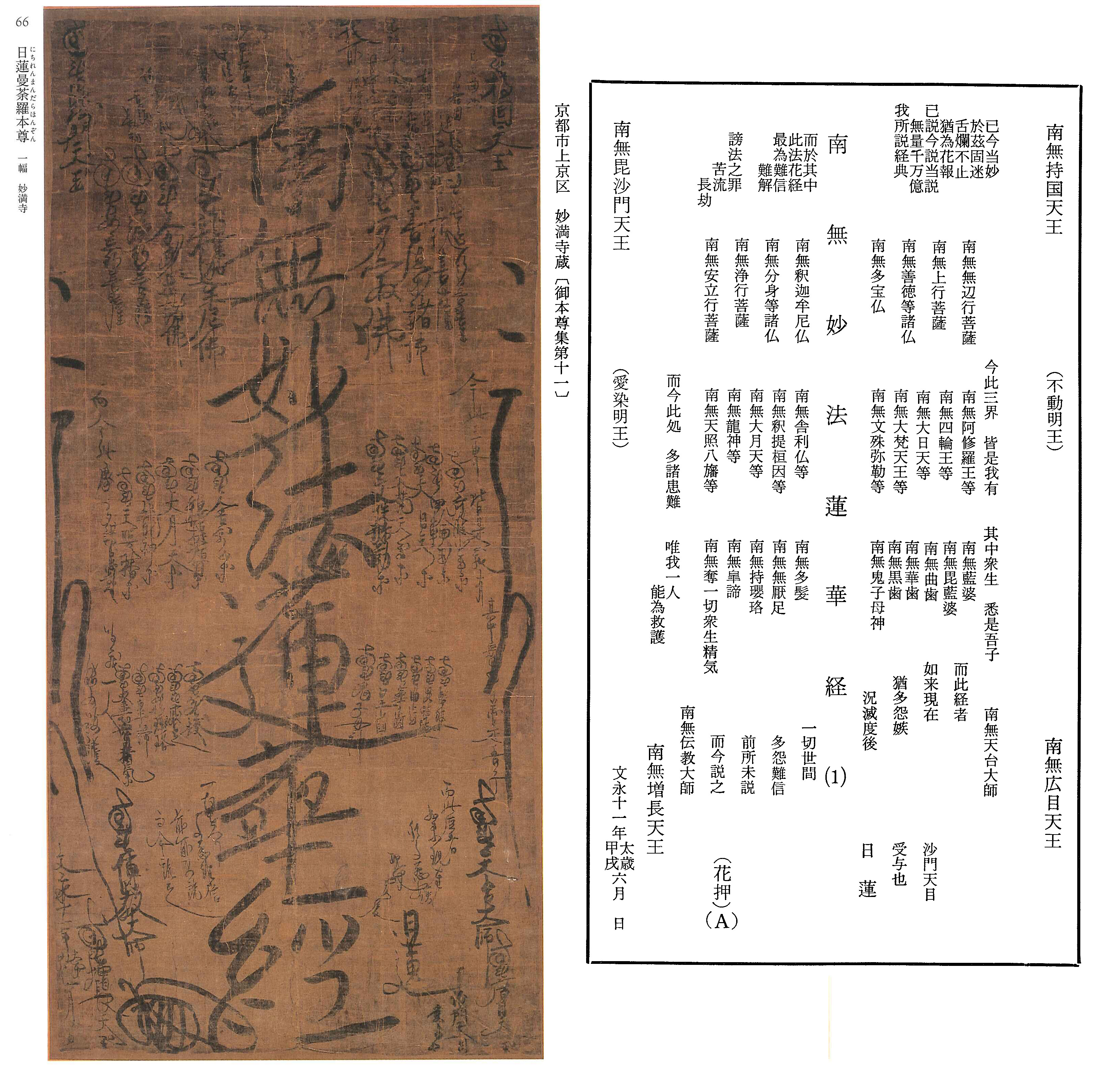
文永11年6月　天目授与本尊